# Jérémy Bellicaud
Jérémy Bellicaud (Jonzac, 8 juni 1998) is een Frans wielrenner.

## Carrière
Bellicaud genoot zijn opleiding bij CC Étupes, een Franse amateurclub. Hij tekende in 2020 bij de Belgische ploeg Intermarché-Wanty-Gobert Matériaux.

## Overwinningen
2019
GP Authon-Ebéon

## Ploegen
- 2020 −  Circus-Wanty-Gobert
- 2021 −  Intermarché-Wanty-Gobert Matériaux

Bakelants · Bellicaud · De Gendt · De Plus · De Winter · Delacroix · Devriendt · Eiking · Evans · Hermans · Hirt · van der Hoorn · van Kessel · Koch · Kreder · Lammertink · Meintjes · Minali · Pasqualon · Petilli · Planckaert · B. van Poppel · D. van Poppel · Rota · Taaramäe · Van Melsen · Vanspeybrouck · Vliegen · Zimmermann · Girmay (stagiair) · Daemen (stagiair) · De Pooter (stagiair) · Jarnet (stagiair)